# Роботти, Энцо
Энцо Роботти (итал. Enzo Robotti; 13 июня 1935, Алессандрия) — итальянский футболист, защитник. По завершении игровой карьеры — футбольный тренер.
В качестве игрока прежде всего известен выступлениями за клуб «Фиорентина», а также национальную сборную Италии. Обладатель кубка Италии и Кубка кубков УЕФА.

## Карьера
В профессиональном футболе дебютировал в 1955 году выступлениями за клуб «Санремезе», в котором провёл один сезон, приняв участие в 31 матче чемпионата.
В течение 1956—1957 годов защищал цвета команды клуба «Ювентус». Своей игрой за последнюю команду привлёк внимание представителей тренерского штаба клуба «Фиорентина», к составу которого присоединился в 1957 году. Сыграл за «фиалок» следующие восемь сезонов своей игровой карьеры. Большую часть времени, проведённого в составе «Фиорентины», был основным игроком защиты команды. За это время завоевал титул обладателя кубка Италии, также становился обладателем кубка кубков УЕФА.
В течение 1965—1967 годов защищал цвета команды клуба «Брешия». Завершил профессиональную игровую карьеру в клубе «Рома», за которую выступал в течение 1967—1968 годов.

## Международная карьера
В 1958 году дебютировал в официальных матчах в составе национальной сборной Италии. На протяжении карьеры в национальной команде, провёл в форме главной команды страны 15 матчей. В составе сборной был участником чемпионата мира 1962 года в Чили.

## Достижения

### Командные
- Обладатель Кубка Италии: 1960/61
- Обладатель Кубка кубков УЕФА: 1960/61